# Реалино, Бернардино
Бернардино Реалино (1 декабря 1530, Карпи, Модена — 2 июля 1616, Лечче) — итальянский католический святой, член ордена иезуитов.

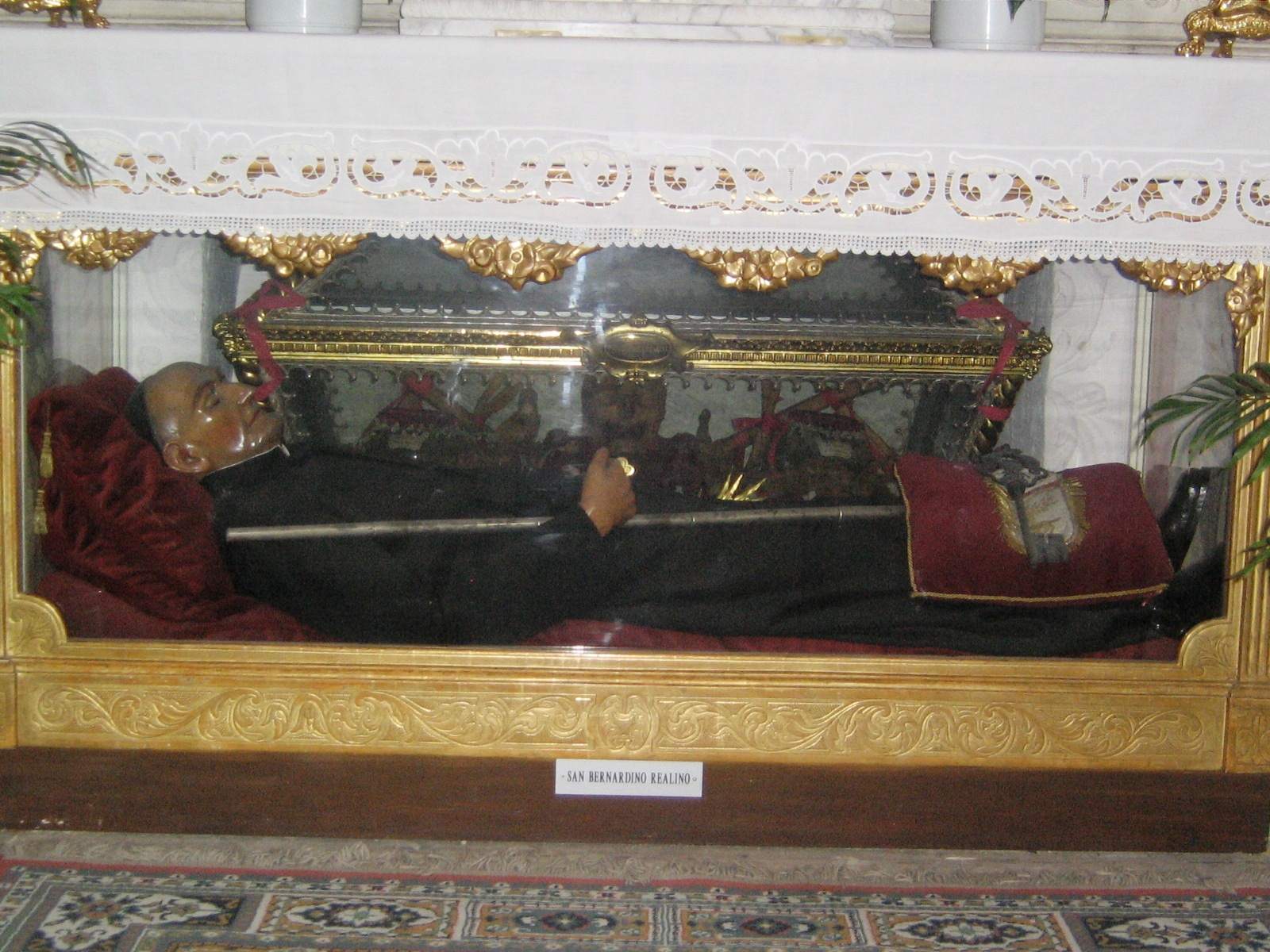
Мощи святого в Лечче

Родился в Карпи. После успешного получения диплома юриста в Болонье в 1556 году был назначен на пост подеста в Фелиццано и Кассине, затем был претором в Кастеллеоне. Позднее он поступил на службу к Франческо д’Авалосу, вице-королю Сицилии и переехал в Неаполь. Там он принял решение присоединиться к ордену иезуитов.
После присоединения к обществу Иисуса был назначен на пост ректора иезуитского колледжа в Лечче, который занимал до конца жизни. В 1947 году был канонизирован, его мощи находятся в Лечче, в иезуитской церкви.
Литургическая память — 2 июля.